# Messier 38
Messier 38 (również M38 lub NGC 1912) – gromada otwarta w konstelacji Woźnicy. Odkrył ją Giovanni Batista Hodierna przed rokiem 1654. Od 25 września 1764 znajduje się w katalogu Messiera.
M38 znajduje się w odległości ok. 4,2 tys. lat świetlnych od Ziemi. Średnica gromady wynosi ok. 25 lat świetlnych. Wiek szacuje się na 220 mln lat.
Najjaśniejsza gwiazda gromady o jasności obserwowanej 7,9m jest żółtym olbrzymem typu widmowego G0.